# Taavi Hirn

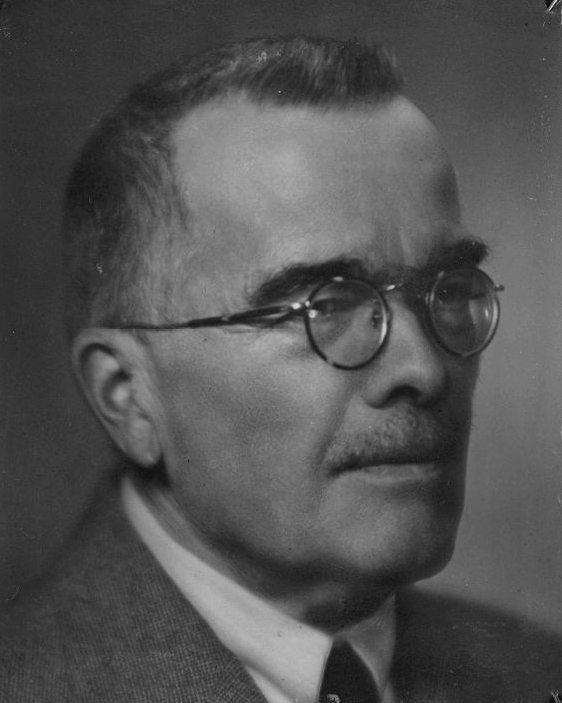
Taavi Hirn.

Taavi Hirn, född 16 maj 1874 i Kärkölä, död 12 augusti 1951, var en finländsk kemiingenjör och kemist. 
Hirn blev student 1892, ingenjör 1896, filosofie kandidat 1897 och filosofie licentiat 1905. Han var lärare vid Helsingfors handelsinstitut 1896–1906, vid Polytekniska institutet i Helsingfors 1898–1908, professor i kemisk teknologi vid Tekniska högskolan i Helsingfors 1907–1908, i oorganisk kemisk teknologi 1908–1941 och högskolans rektor 1916–1919. Han författade skrifter i kemisk teknologi.